# براش پارک
براش پارک (به انگلیسی: Brush Park) یک منطقهٔ مسکونی در ایالات متحده آمریکا است که در میشیگان واقع شده‌است.